# Binley Woods
Binley Woods est un village de banlieue et une paroisse civile du Warwickshire, en Angleterre. Administrativement, il dépend du borough de Rugby.
Le village se situe légèrement au-delà de la périphérie est de Coventry, en dehors des limites formelles de la ville. Binley Woods se trouve dans l'arrondissement de Rugby, bien que la ville de Rugby se trouve à environ 11 km à l'est. Lors du recensement de 2021, la paroisse comptait 2 568 habitants.
Le village se trouve à 8 km à l'est du centre de Coventry, sur la route A428, à l'est de la jonction avec la route A46. Le petit village de Brandon se trouve à 2,4 km à l'est, avec le plus grand village de Wolston à 0,8 km au sud.

## Histoire
Binley Woods est un village relativement moderne. L'urbanisation a démarré dans les années 1920, lorsque certains domaines de l'abbaye de Coombe ont été vendus et que les gens ont commencé à s'installer et à construire des maisons dans la région, alors connue sous le nom de Binley Common. Dans les premières années, le village manquait d'équipements modernes tels que des routes pavées, l'éclairage public, l'eau courante ou le tout à l'égout ; bien que celles-ci aient été progressivement aménagées à partir des années 1930, certaines routes secondaires n'ont été pavées ou éclairées que dans les années 1960. Au cours des années 1940, de nombreuses personnes se sont rendues à Binley Woods depuis Coventry pour éviter les raids aériens, vivant souvent dans des cabanes et des caravanes,,.
Le village a adopté son nom actuel de Binley Woods en 1961 après un vote des villageois. Le nom a été choisi afin d'éviter toute confusion et d'établir une identité distincte avec Binley, une banlieue du sud-est de Coventry. Comme son nom l'indique, Binley Woods est proche de forêts : Brandon Wood est à côté du village.
Une église de village a été créée à Binley Woods en 1987, qui fait également office de salle des fêtes.

## Géographie
Le village possède une maison commune, The Roseycombe. Il y a une salle des fêtes sur Rugby Road. Il y a aussi un bureau de poste, une crèche préscolaire et une école primaire, ainsi que quelques commerces.
Le village abrite désormais Broadstreet RFC, un club de la Ligue nationale de rugby qui s'est installé sur un nouveau terrain nommé Ivor Preece Field dans le village en 2001, après avoir vendu son terrain à Binley, Coventry.

### Brandon wood
Brandon Wood, juste au sud du village dont il tire son nom, couvre une superficie de 178 acres (72 ha) : c'est une forêt ancienne, ayant été mentionnée dans le Domesday Book de 1086. Elle était autrefois gérée par le Forestry Commission, mais depuis 1981, elle est gérée par un groupe local, les « Amis de Brandon Wood », qui en 2000 a acheté le bois à la Commission forestière ; il est désormais géré comme un bois communautaire et est ouvert au public,.

## Lieu de tournage
L'un des titres de gloire de Binley Woods est qu'il a été utilisé comme l'un des lieux de tournage de la sitcom de la BBC des années 1990, Keeping Up Appearances ; des plans extérieurs de la maison de Hyacinth Bucket ont été filmés au 117 Heather Road. Le 119 Heather Road était utilisé comme maison de ses voisins, Elizabeth Warden et Emmet Hawksworth,.

## Galerie

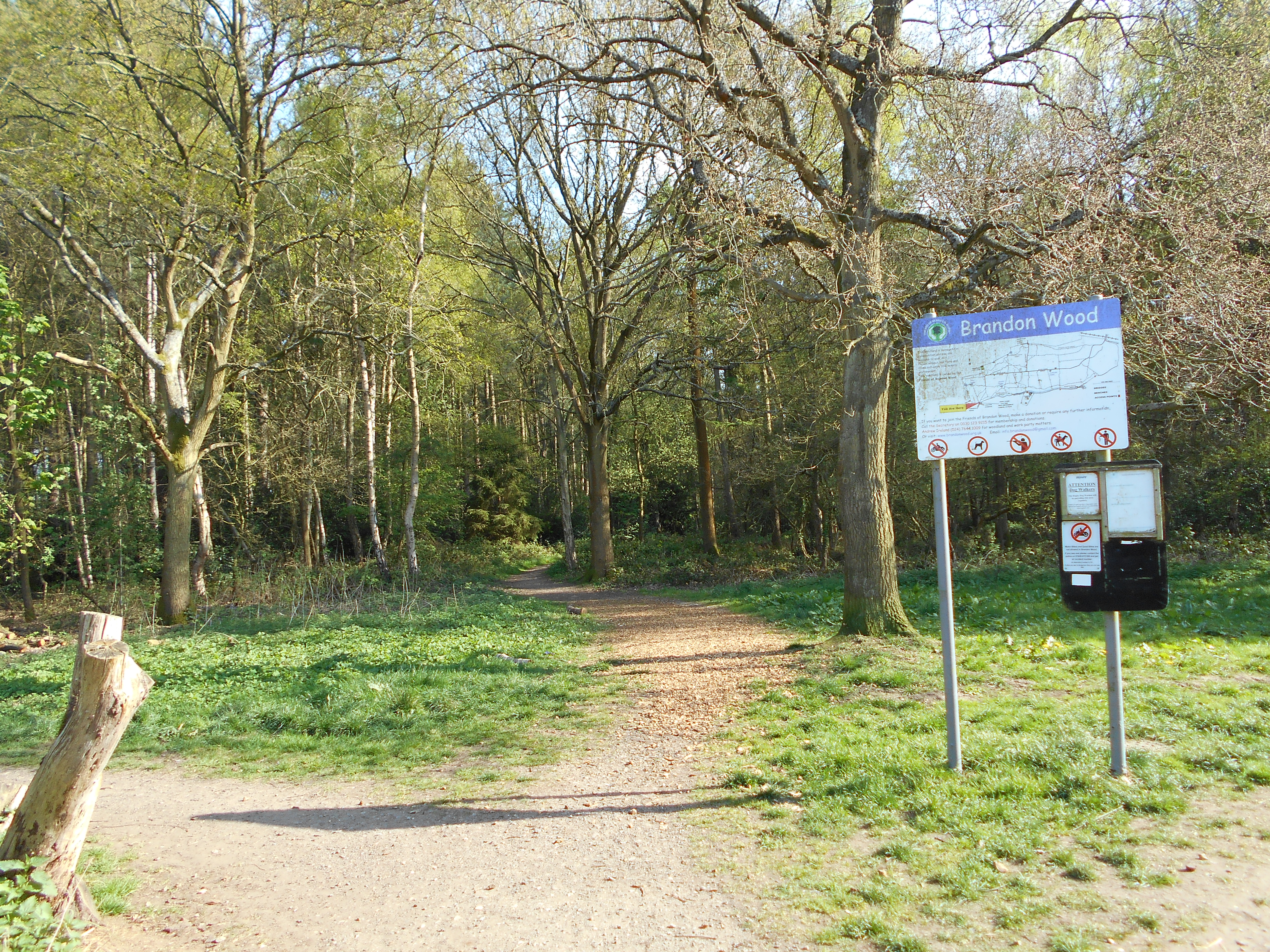
Brandon wood.
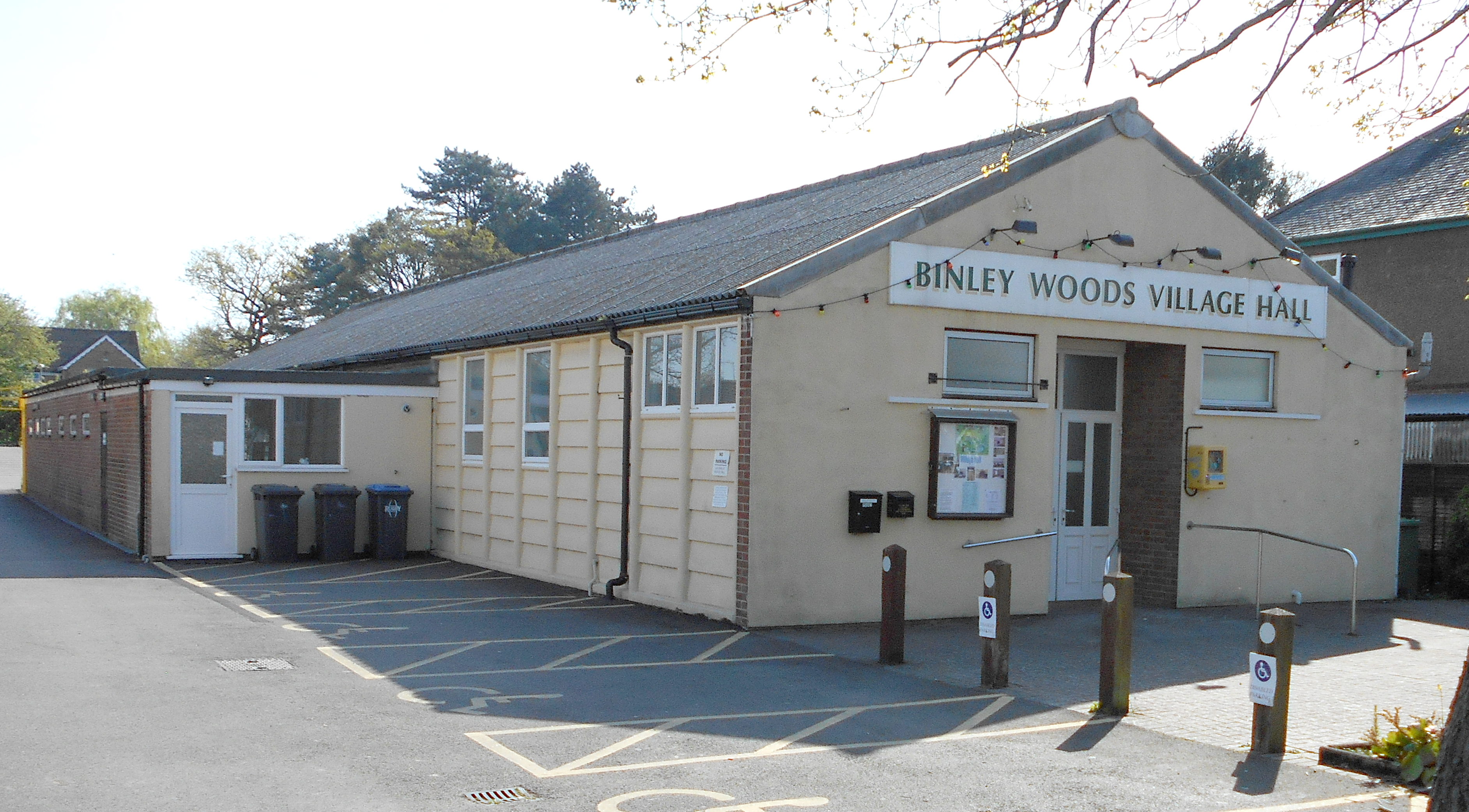
Binley Woods village hall.
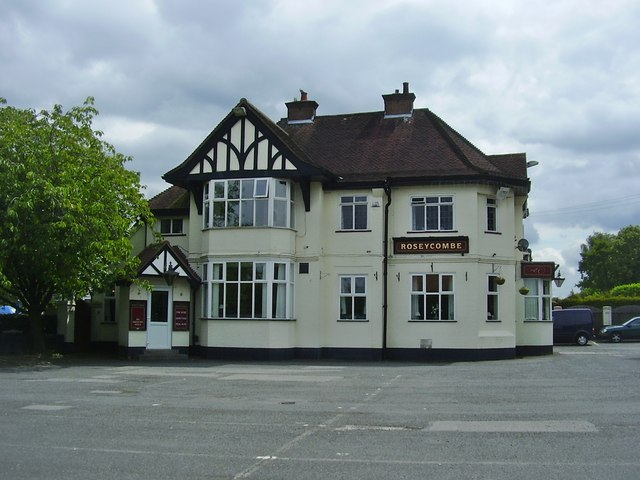
The Roseycombe.

## Résidents notables
- Allen Lloyd, fondateur de LloydsPharmacy, a grandi à Binley Woods[13].
- Les acteurs John Marquez et son frère Martin Marquez ont grandi dans le village[13].
- David Moorcroft, ancien coureur et directeur général de UK Athletics vivait à Binley Woods[13].
- Mark Pawsey, ancien député de Rugby, a grandi dans le village[14].